# Final Four dell'Eurolega 2020-2021
Le Final Four dell'Eurolega 2020-2021 di hockey su pista si sono disputate il Pavilhão Municipal di Luso in Portogallo dal 15 al 16 maggio 2021.
Vi hanno partecipato le seguenti squadre:
- 1ª classificata girone A:  Porto
- 1ª classificata girone B:  Oliveirense
- 1ª classificata girone C:  Benfica
- 2ª miglior classificata:  Sporting CP

I vincitori, i portoghesi dello Sporting CP al terzo successo nella manifestazione, hanno ottenuto il diritto di giocare contro i vincitori della Coppa WSE 2020-2021, gli spagnoli del Lleida, nella Coppa Continentale 2021-2022.

## Tabellone
|  | Semifinali  | Semifinali  | Semifinali  |             |       | Finale | Finale | Finale |  |
|  |             |             |             |             |       |        |        |        |  |
|  | Porto       | Porto       | 6           |             |       |        |        |        |  |
|  | Porto       | Porto       | 6           |             |       |        |        |        |  |
|  | Oliveirense | Oliveirense | 4           |             |       |        |        |        |  |
|  | Oliveirense | Oliveirense | 4           |             | Porto | Porto  | 3      |        |  |
|  |             |             |             |             | Porto | Porto  | 3      |        |  |
|  |             |             | Sporting CP | Sporting CP | 4     |        |        |        |  |
|  | Benfica     | Benfica     | Sporting CP | Sporting CP | 4     | 5(1)   |        |        |  |
|  | Benfica     | Benfica     |             |             |       |        |        |        |  |
|  | Sporting CP | Sporting CP | 5(2)        |             |       |        |        |        |  |

## Risultati

### Semifinali
| Arbitri: | I. Gonzalez S. Mayor |

|                                                                              |            |                                                            |
| Mena 14'36" 48'01" Di Benedetto 20'21" 44'23" Oliveira 22'47" Barroso 45'40" | Marcatori  | 0'58" Bargalló 6'43" Torra 8'06" Magalhaes 12'29" Martínez |
| Guillem Cabestany                                                            | Allenatori | Paulo Pereira                                              |

| Arbitri: | F. Ferrari F. Fronte |

|                                                            |                |                                                       |
| Nicolía 1'15" 51'34" Ordóñez 17'34" 25'17" Aragonès 58'55" | Marcatori      | 12'08" 51'49" Platero 22'50" 54'51" Font 25'35" Pérez |
| Nicolía                                                    | Shootout 1 – 2 | Verona                                                |
| Alejandro Domínguez                                        | Allenatori     | Paulo Freitas                                         |

### Finale
| Arbitri: | I. Gonzalez S. Mayor |

|                                |           |                                                  |
| Costa 3'06" Alves 3'19" 57'03" | Marcatori | 12'14" 52'16" Pérez 13'50" Platero 52'35" Romero |

| Porto             |    |                          |
|                   |    |                          |
| P                 | 1  | Xavier Malián            |
| E                 | 7  | Giulio Cocco             |
| E                 | 8  | Ezequiel Mena            |
| E                 | 9  | José Soares Costa        |
| E                 | 18 | Daniel do Carmo Oliveira |
| E                 | 19 | Carlo Di Benedetto       |
| E                 | 26 | Xavi Barroso             |
| E                 | 57 | Reinaldo García Mallea   |
| E                 | 77 | Gonçalo Alves            |
| P                 | 82 | Tiago Rodrigues          |
| Allenatore:       |    |                          |
| Guillem Cabestany |    |                          |

| Sporting CP   |    |                   |
|               |    |                   |
| E             | 4  | Ferrant Font      |
| E             | 5  | Telmo Pinto       |
| E             | 9  | Pedro Gil Gómez   |
| E             | 14 | Alessandro Verona |
| E             | 17 | Matias Platero    |
| E             | 44 | João Souto        |
| E             | 57 | Toni Pérez        |
| P             | 61 | Ângelo Girão      |
| P             | 91 | José Diogo        |
| E             | 99 | Gonzalo Romero    |
| Allenatore:   |    |                   |
| Paulo Freitas |    |                   |